# XVI Batallón de Fortificación de la Luftwaffe
El XVI Batallón de Fortaleza de la Luftwaffe (XVI. Luftwaffen-Festungs-Bataillon) fue una unidad de la Luftwaffe durante la Segunda Guerra Mundial.

## Historia
Fue formado en septiembre de 1944 a partir del 1216.º Batallón de Campaña de la Luftwaffe, con 3 compañías, fue trasladado al XV Ejército en Arnhem. Para la formación se recurrió a personal de varios Batallones de Reemplazo Aéreo. El 14 de septiembre de 1944, el batallón se trasladó a Brachelen. Junto con el HUS Düren, formó un Grupo de combate compuesto por siete compañías, que se dedicó a fortificar posiciones. Posteriormente, fue puesto bajo el mando de la 183.ª División Volksgrenadier. El 2 de octubre de 1944, el batallón del Grupo de Combate de HUS Düren fue extraído y fue subordinado la 183º División Volksgrenadier. Por último se convirtió en el 183.º Batallón de Fusileros. 
| Unidad       | Correo Postal |
| Plana Mayor  | 60171 A       |
| 1.ª Compañía | 60171 B       |
| 2.ª Compañía | 60171 C       |
| 3.ª Compañía | 60171 D       |